# 縄金塔
縄金塔（じょうきんとう）は、中華人民共和国江西省南昌市西湖区縄金塔街道にある古代建造物であり、七回建ての楼閣となっている。唐に初めて建てられ、後は清に建て直された。

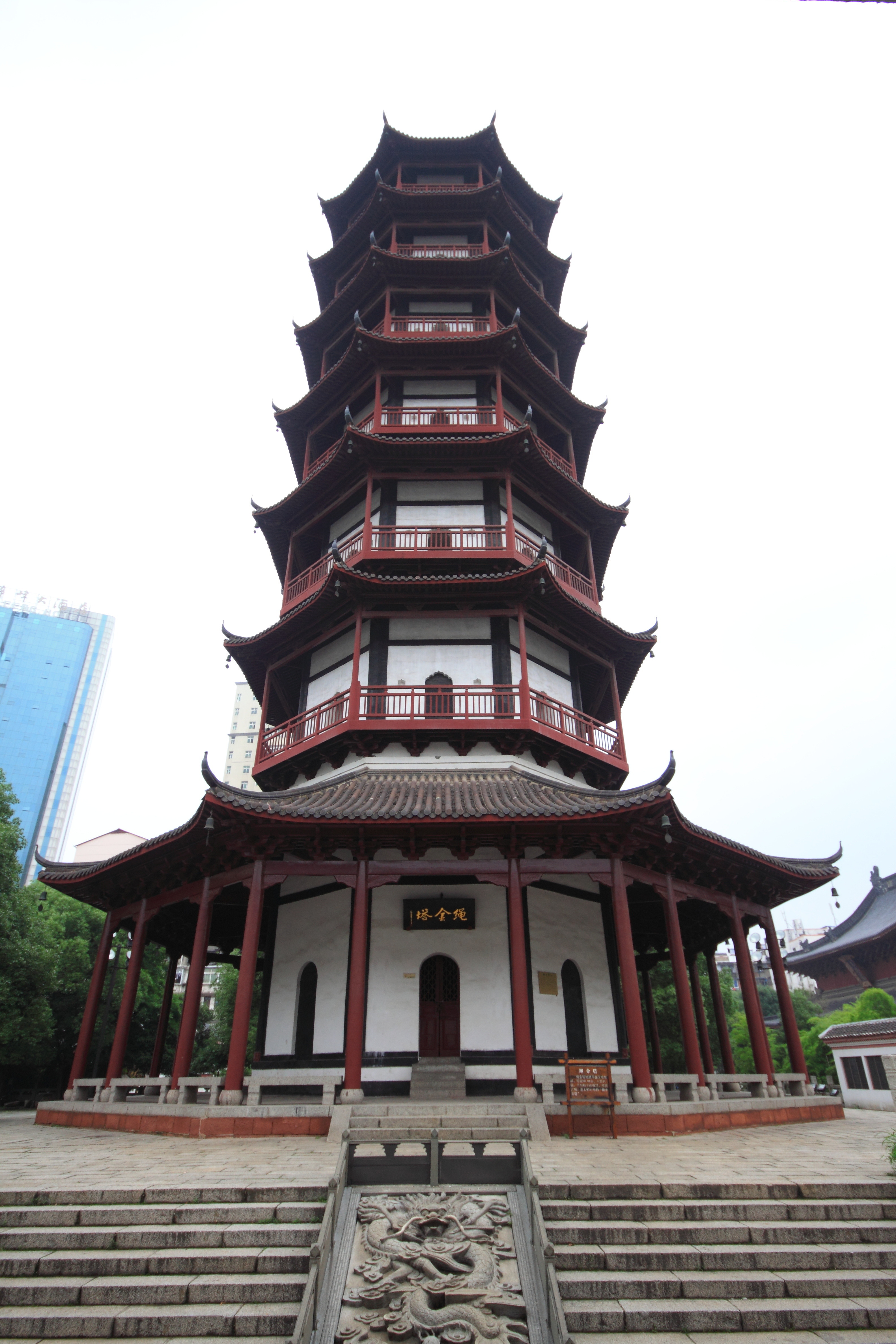
縄金塔　江西省南昌市

## 歴史
縄金塔は唐の天祐年間（904年-907年）をかけて建てられた塔である。その名称の由来に関しては、建築時にある僧侶がその地から金の縄を四本掘りだしたのが由来として伝えられている。
清の康熙48年（1709年）に倒壊し、康熙52年（1713年）に再建され、康熙53年（1714年）に完成された。
南昌市の市民の間では縄金塔に鎮火消災の思いを込めていて、毎年の秋には縄金塔廟会（お祭り）を開いている。

## 建築の特徴
縄金塔の高さは約50メートル、一階の周りの長さは33メートルとなっている。塔の下には「千仏院」という寺が存在し、塔の下にあるが故に「塔下寺」とも呼ばれている。南昌市内の四大寺院になっている。
建物は江南の典型的な煉瓦構造の塔で、塔は7層8面の構造で内外の8つの形状がある。朱色の柱、緑のタイル、そして金のひょうたん型の屋根から建物の宗教的影響がみられる。 塔の各層は、4つの真の戸口、4つの偽の戸口、上下に錯綜する形で各層に建設され、戸口の形は、各層によって異なることがある。1階は月の扉、2階と3階は如意の扉、4階から7階は炎の扉、1つの塔に3つの戸口の形が存在することは、同じ種類の建物の中ではかなり珍しいことである。
塔の中には鎮火の鼎が置かれていて、清の乾隆53年（1788年）に作られたものである。

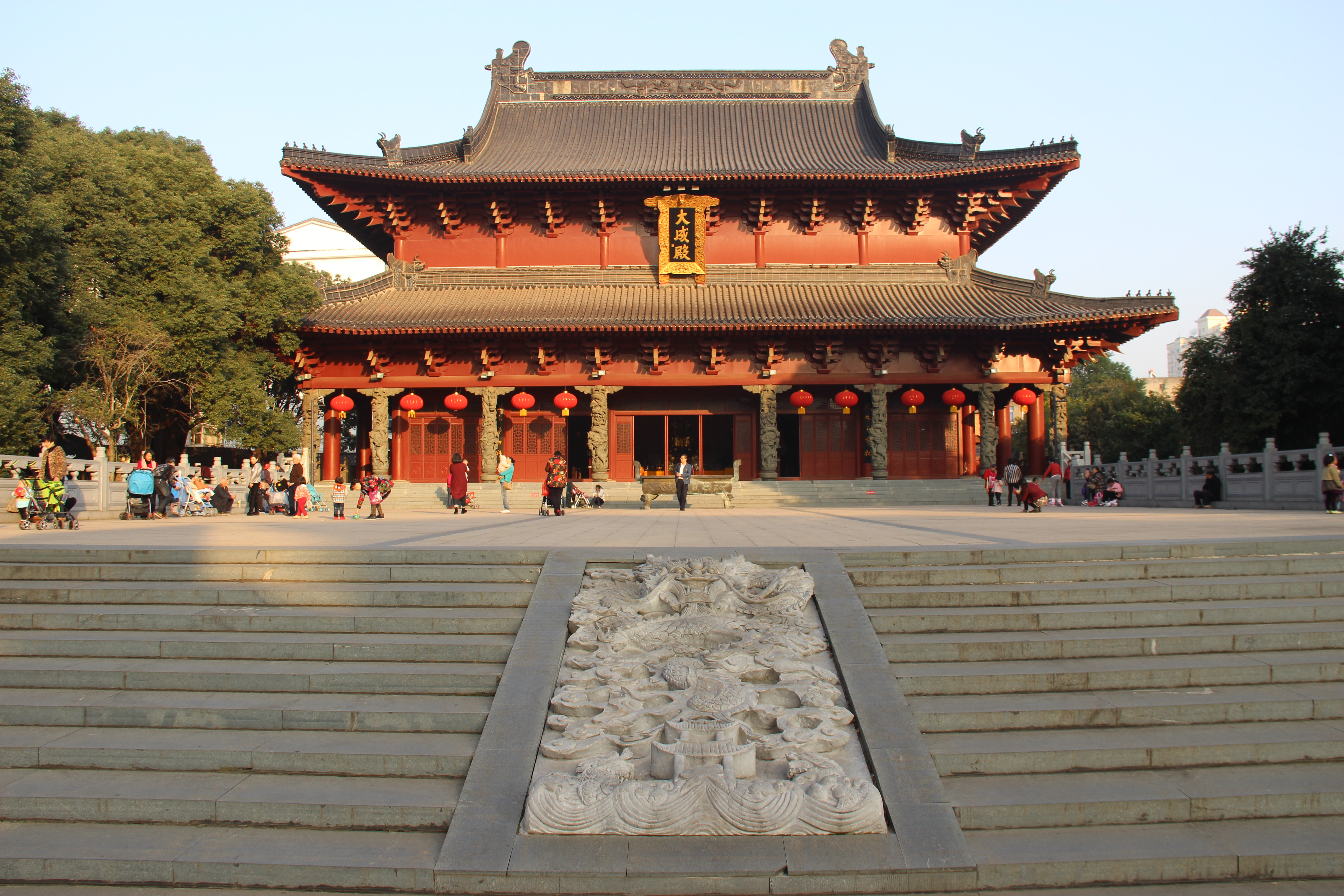
大成殿